# Himertula pallisignata
Himertula pallisignata är en insektsart som beskrevs av Sigfrid Ingrisch och Shishodia 1998. Himertula pallisignata ingår i släktet Himertula och familjen vårtbitare. Inga underarter finns listade i Catalogue of Life.